# Bottmingen
Bottmingen je obec ve švýcarském kantonu Basilej-venkov. Žije zde přibližně 6 700 obyvatel.

## Geografie
Bottmingen se nachází v údolí Leimental, známém také jako Birsigtal podle řeky Birsig, která jím protéká, na úpatí hory Bruderholz v nadmořské výšce 295 m. Sousedními obcemi jsou Reinach, Oberwil, Binningen a město Basilej. Rozloha obce je 299 ha, z toho 52 % tvoří zastavěná plocha, 28 % zemědělská půda, 19 % les a 1 % neproduktivní půda.

## Historie

Historický pohled na zámek Bottmingen (1948)

První zmínka o Bottmingenu pochází z roku 1246, kdy se uvádí jako Bothmingen.
Od 11. století patřil Bottmingen spolu s Binningenem basilejskému biskupovi. V roce 1534 byla obec zastavena městu Basilej a v roce 1585 Basilej nakonec získala Bottmingen celý.
Již v 18. století si Bottmingen a Binningen rozdělily pastviny a majetek. V roce 1756 získal Bottmingen vlastní školu. Za Helvétské republiky byla obec součástí kantonu Basilej. Teprve v roce 1837, krátce po přechodu do nově vzniklého kantonu Basilej-venkov, se však Bottmingen a Binningen oddělily a od té doby tvořily politicky samostatné obce.

## Obyvatelstvo
| Rok            | 1850 | 1880 | 1900 | 1930 | 1950 | 1970 | 1980 | 1990 | 2000 |
| Počet obyvatel | 438  | 639  | 851  | 1194 | 1411 | 3976 | 4870 | 5534 | 5508 |

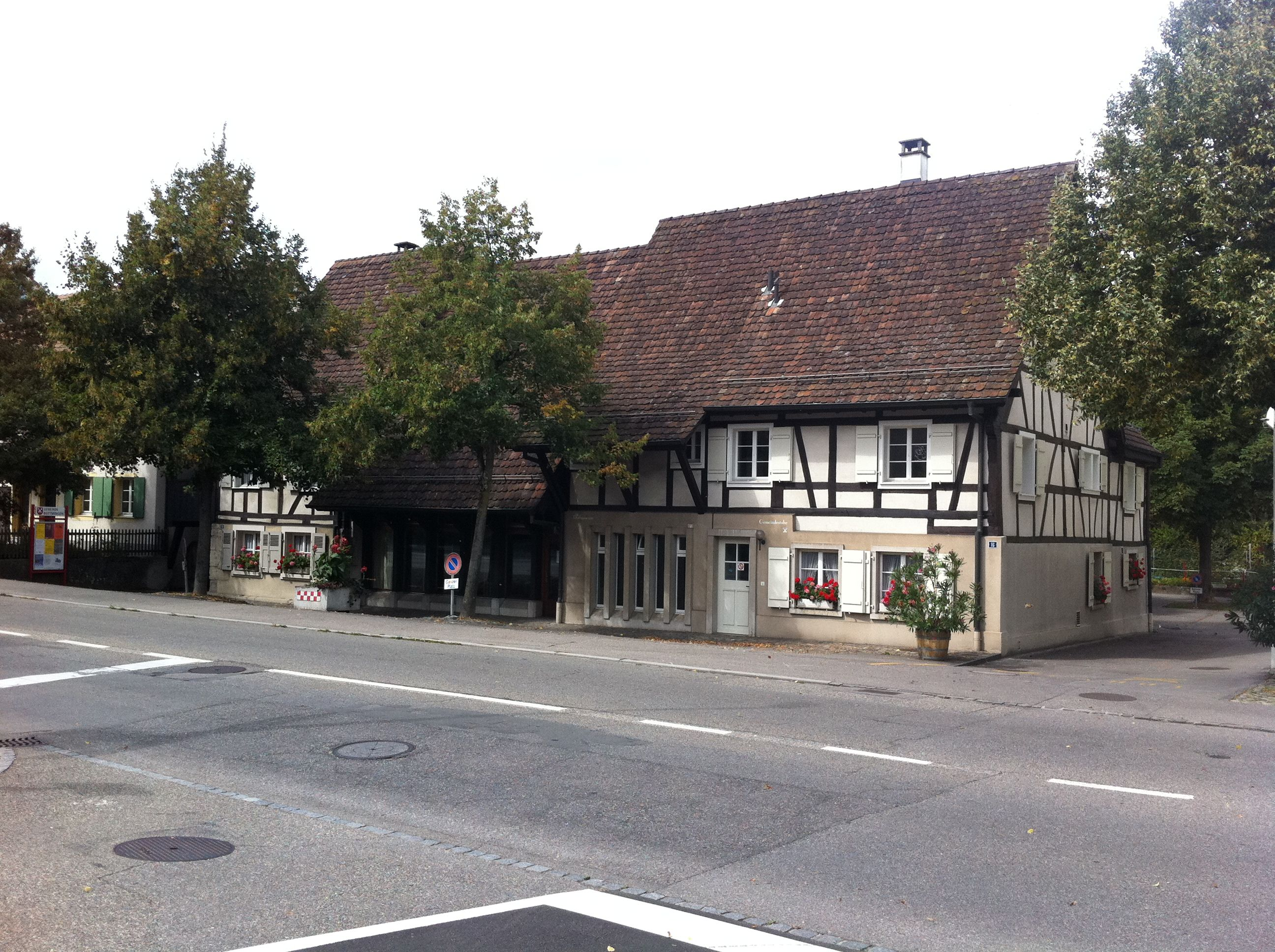
Obecní muzeum

27 % obyvatel se hlásí k římskokatolické církvi a 36 % k reformaci. Podíl cizinců (obyvatel bez švýcarského občanství) činí 27,3 %. Většina obyvatel (k roku 2000) hovoří německy (4699, tj. 85,3 %), druhým nejčastějším jazykem je angličtina (152, tj. 2,8 %) a třetím francouzština (143, tj. 2,6 %).

## Hospodářství

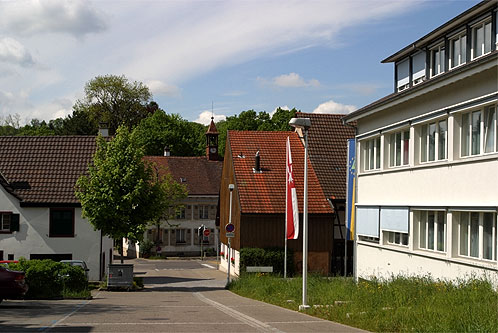
Centrum obce

Obec se obecně počítá mezi bohatší předměstí města a z hlediska daňových příjmů je finančně nejsilnější obcí kantonu Basilej-venkov.

## Doprava
Bottmingen je dopravně úzce navázán na město Basilej; zajíždí sem několik linek městské hromadné dopravy, včetně tramvají. Nejbližší napojení na železnici je prostřednictví stanice Basel SBB, kam jezdí dálkové a regionální spoje ze všech směrů a také mezinárodní vlakové spoje.